# Qaasuitsup
Qaasuitsup (grónsky Qaasuitsup Kommunia, Severní Grónsko, zastarale Kagssuitssup nebo Qâssuitssup) je bývalý kraj v Grónsku. Byl založen 1. ledna 2009 po reformě správních jednotek a zanikl 1. ledna 2018 po rozdělení na dva samostatné kraje: Qeqertalik (hlavní město Aasiaat) a Avannaata (hlavní město Ilulissat).
Zahrnuje území bývalých obcí Kangaatsiaq, Aasiaat, Qasigiannguit, Qeqertarsuaq, Ilulissat, Uummannaq, Upernavik a Qaanaaq. S rozlohou 660 000 km2 byl nejen největším grónským krajem, ale i největší správní jednotkou na světě (jeho území bylo větší než území Francie).
Správním střediskem kraje byl Ilulissat. V roce 2017 tu žilo 17 256 obyvatel. V kraji se nacházelo celkově 40 trvale obydlených osad, takže to byl kraj s největším počtem osad v Grónsku.
Ve volbách do samosprávných orgánů nových krajů, konaných v roce 2008, zvítězila v obci s 37% strana Siumut, z jejíchž řad pochází starosta obce Jess Svane.

## Města a osady v Qaasuitsupu
1. Ilulissat (4 603 obyvatel)
2. Aasiaat (3 010 obyvatel)
3. Uummannaq (1 325 obyvatel)
4. Qasigiannguit (1 133 obyvatel)
5. Upernavik (1 059 obyvatel)
6. Qeqertarsuaq (883 obyvatel)
7. Qaanaaq (634 obyvatel)
8. Kangaatsiaq (540 obyvatel)
9. Kullorsuaq (460 obyvatel)
10. Niaqornaarsuk (293 obyvatel)
11. Tasiusaq (266 obyvatel)
12. Saattut (234 obyvatel)
13. Ikerasak (229 obyvatel)
14. Attu (200 obyvatel)
15. Upernavik Kujalleq (198 obyvatel)
16. Nuussuaq (192 obyvatel)
17. Innaarsuit (171 obyvatel)
18. Qaarsut (166 obyvatel)
19. Aappilattoq (162 obyvatel)
20. Kangersuatsiaq (161 obyvatel)
21. Ukkusissat (151 obyvatel)
22. Saqqaq (150 obyvatel)
23. Qeqertaq (117 obyvatel)
24. Ikerasaarsuk (112 obyvatel)
25. Akunnaaq (82 obyvatel)
26. Iginniarfik (79 obyvatel)
27. Illorsuit (75 obyvatel)
28. Nuugaatsiaq (70 obyvatel)
29. Ikamiut (66 obyvatel)
30. Savissivik (59 obyvatel)
31. Naajaat (59 obyvatel)
32. Ilimanaq (56 obyvatel)
33. Kitsissuarsuit (53 obyvatel)
34. Nutaarmiut (44 obyvatel)
35. Siorapaluk (42 obyvatel)
36. Niaqornat (38 obyvatel)
37. Oqaatsut (36 obyvatel)
38. Qeqertat (26 obyvatel)
39. Kangerluk (22 obyvatel)
40. Ikerakuuk (2 obyvatelé)